# Orion Östman
Carl Orion Östman, född 5 januari 1866, död 7 januari 1949, var en svensk flöjtist. Han var på sin tid ansedd som Sveriges främsta flöjtist.
Östman utbildades vid Kungliga musikkonservatoriet 1882–1884, var flöjtist i Svea livgardes musikkår och i Kungliga Hovkapellet 1884–1929, samt lärare vid Kungliga musikkonservatoriet 1904–1932. Han invaldes som associé nr 130 av Kungliga Musikaliska Akademien den 24 mars 1915 och tilldelades Litteris et Artibus 1920.
Östman var son till Carl Otto Östman och bror till Fritz Otto Östman. Orion Östman är begravd på Norra begravningsplatsen utanför Stockholm.